# 大门镇
大门镇是中华人民共和国浙江省温州市洞头区下辖的一个镇。位于洞头县西北。全镇由大门岛、小门岛、北小门岛等岛屿组成，陆域面积35.36平方公里。大门岛为温州市第一大岛。下设22个行政村，3个居委会。2006年末总人口24331人，为人口流出区域，实际常住人口约1.7万左右。未来大门岛和小门岛已经规划围垦相连。

## 行政区划
大门镇下辖以下村级行政区划单位：
兰湖洞社区、大溪社区、朝阳社区、长沙社区、甲山社区、岙底村、岙面村、大荆村、小荆村、乌仙头村、豆岩村、东屿村、小门村、仁前途村、美岙村、寨楼村、营盘基村、杨梅田村、西浪村、东浪村、石浦村、潭头村、观音礁村和沙枫港村。